# پائولو اینیاتسیو ماریا تائون دی رول
پائولو اینیاتسیو ماریا تائون دی رول (ایتالیایی: Paolo Ignazio Maria Thaon di Revel; ۲ مهٔ ۱۸۸۸ – ۱ ژوئن ۱۹۷۳) شمشیرباز اهل ایتالیا بود.
وی در مسابقات کشوری و بین‌المللی در مجموع برندهٔ ۱ مدال طلا شده‌است.